# Michael Jäger (Maler)

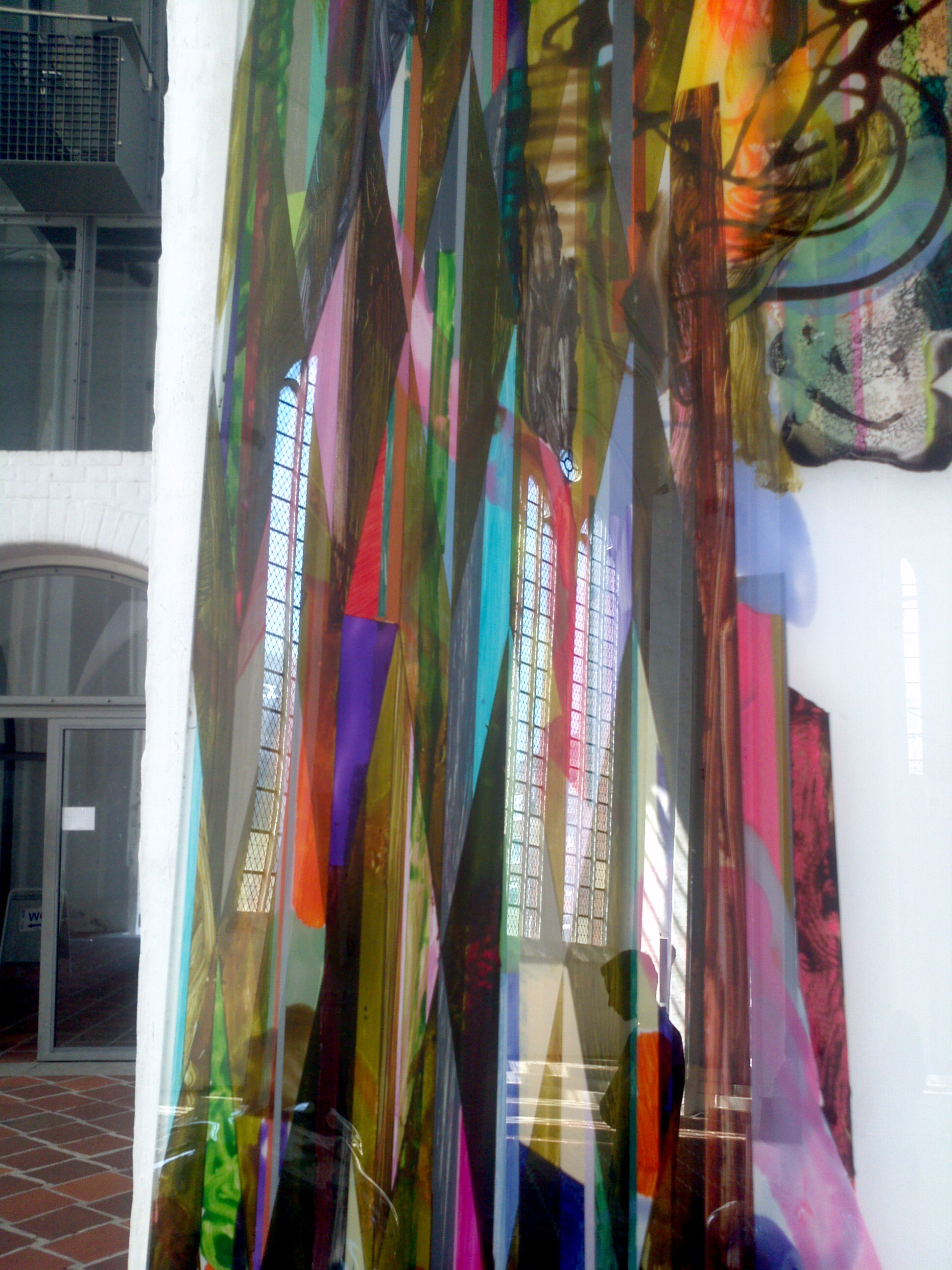
Lackfarbe auf Acrylglaspaneel in St. Petri, Lübeck Juli 2012

Michael Jäger (* 1956 in Düsseldorf) ist ein deutscher Maler. 

## Leben
Jäger erhielt 1985 ein Arbeitsstipendium der Kunststiftung Baden-Württemberg und 1987 ein Gaststipendium der Villa Romana in Florenz. 1992 gestaltete er eine über drei Etagen reichende Fensterfassade für den Neubautrakt der Paracelsus-Klinik in Marl mit einer Glasmalerei. Die von den Grundformaten der Glasfelder unterteilten Bildflächen bemalte der Künstler mit einer farbigen, amorphen Figuration.
1993/1994 übernahm er einen Lehrauftrag für Malerei an der Fachhochschule für Gestaltung in Pforzheim. Ihm schloss sich 1995/1996 eine Gastprofessur  für Kunst an der Justus-Liebig-Universität Gießen an. 1997 erhielt Jäger ein Stipendium an der Cité Internationale des Arts Paris. An der Fachhochschule für Gestaltung in Pforzheim hatte Jäger 1998/1999 einen Lehrauftrag für Zeichnung inne. 1999 war er Artist in Residence an der Königlich Dänischen Kunstakademie in Odense. 
Für das  Künstlerhaus Edenkoben erhielt er 2004 ein Atelierstipendium. „Hell, fast schon zu farbenfroh und unbeschwert, wirken die Acrylglasbilder von Michael Jäger, der mit Lack und Öl auf Diabond den Effekt von vielen unterschiedlichen Farben auf relativ kleinem Raum regelrecht zelebriert. Seine Arbeiten sind eine einzige Hommage an die Farbe und an die Unregelmäßigkeit […]“, schrieb Eva Maria Weilemann in der Zeitung Die Rheinpfalz vom 20. März 2006 zu Jägers Abschlussausstellung in Edenkoben. Ein Barkenhoff-Stipendium, verbunden mit einem Aufenthalt in den Künstlerhäusern Worpswede, hatte Jäger 2004/2005.
Jäger ist Vorstandsmitglied des Deutschen Künstlerbundes. Er lebt und arbeitet in Köln.

## Ausstellungen

### Einzelausstellungen
- 1990 Wandbilder-Zeichnungen, Kunstmuseum, Heidenheim
- 1991 Summe + Rest, Kunstverein für die Rheinlande und Westfalen, Düsseldorf
- 1996 Teilstücke, Zeche Zollverein, Essen
- 1997 Windowgarden, Kunstverein Heilbronn
- 2000 Museum Katharinenhof
- 2001 Color Rendez-vous, Haus der Kunst, Köln
- 2004 Zwillinge, Morat Institut für Kunst, Freiburg
- 2006 Zwischenraum, Kunsthalle Recklinghausen (mit Krimhild Becker)
- 2006 Salon Ornet, Studio des Wilhelm-Hack-Museums, Ludwigshafen
- 2008 Wandbild, Kunstverein Unna
- 2014: einszumanderen, Artothek Raum für junge Kunst, Köln

### Gruppenausstellungen
- 1982 III. La Bienal de Arte de Cerveira, Cerveira, Portugal
- 1983 Das Prinzip Hoffnung, Kunstmuseum Bochum
- 1984 Forum junger Kunst, Stuttgart, Mannheim, Baden-Baden
- 1985 Die sich verselbständigenden Möbel, Von der Heydt-Museum, Wuppertal
- 1987 Kritische Rückschau-10 Jahre Kunststiftung Baden-Württemberg, Karlsruhe, Freiburg, Esslingen
- 1989 Anstösse, Badischer Kunstverein, Karlsruhe
- 1992 Reflex Ost-West, Altes Rathaus, Potsdam
- 1993 abstrakt, Deutscher Künstlerbund in Dresden (Jahresausstellung)
- 1994 prima idea, Deutscher Künstlerbund im Landesmuseum für Technik und Arbeit, Mannheim  (Jahresausstellung)
- 1996 Positionen-Reisen an die Grenzen der Malerei, Museum Folkwang, Essen
- 1997 Was Ist, Kunsthalle Rostock-Deutscher Künstlerbund (Jahresausstellung)
- 2009 Umfeldarbeit – Momentaufnahme / Öffentlicher Raum, Projektraum Deutscher Künstlerbund, Berlin